# Rebut

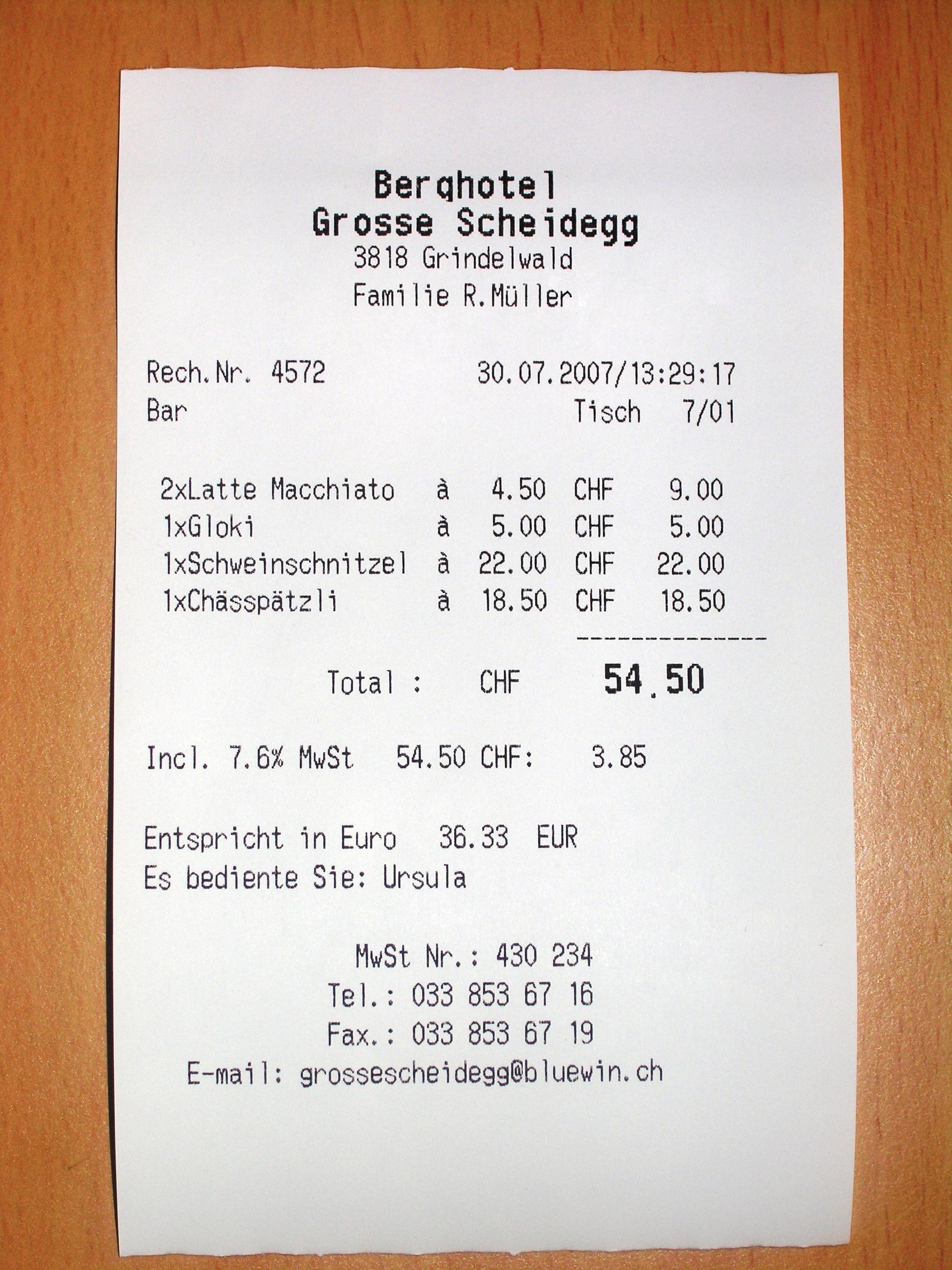
Un rebut d'un hotel de Suïssa

Un rebut o constància de pagament és el reconeixement escrit sobre que s'ha rebut un article especificat o una suma de diners. Un rebut registra la compra de béns o serveis obtinguts en un intercanvi.
Dit d'una altra manera, és una constància que serveix per certificar que s'ha pagat per un servei o producte. De vegades també té la funció de control fiscal.
N'hi ha de diversos tipus segons el format, si queda registrat i altres característiques.
Els rebuts, generalment, s'estenen per duplicat. L'original es lliura a qui va fer el pagament i el duplicat resta amb qui el rep.

## Tipus de rebut
- Factura i factura de pagament: Es troben les dades de l'expedidor i del destinatari, el detall dels productes i serveis subministrats, els preus unitaris, els preus totals, els descomptes i els impostos.
- Tiquet o factura simplificada:[2] Acostumen a estar impresos per una impressora fiscal (en la qual queda registrat) sobre un rotlle de paper (que després es talla de forma manual o automàtica) d'una amplada força menor que les factures. Cada tiquet queda registrat en la memòria de la impressora automàticament.
- Rebut de pagament: Es troben les dades del xec emès a favor d'una persona o empresa, i el detall de les factures o serveis que es paguen amb aquest xec emès, qui l'opera, qui el revisa, qui el rep, data del rebut, descripció de les factures (nombres que es paguen), els preus totals, els descomptes i els impostos. Es fa servir per deixar constància per part d'una empresa sobre què va ser el que es va pagar o realitzar.